# إيفان مايسكي
كان إيفان ميخائيلوفيتش مايسكي (19 يناير 1884- 3 سبتمبر 1975)، دبلوماسيًا ومؤرخًا وسياسيًا سوفيتيًا، شغل منصب سفير الاتحاد السوفيتي لدى المملكة المتحدة من 1932 إلى 1943، بما في ذلك الكثير من فترة الحرب العالمية الثانية.

## حياته المهنية المبكرة
وُلد إيفان مايسكي باسم يان لاخوفييسكي في قلعة نبلاء في كيريلوف قرب نيجني نوفغورود، حيث كان والده يعمل مدرسًا خاصًا. كان والده يهوديًا بولنديًا تحول إلى المسيحية الأرثوذكسية، وأمه روسية. قضى طفولته في أومسك، حيث عمل والده طبيبًا عسكريًا. تأثر شباب مايسكي بشدة بالنزعة الإنسانية للمثقفين الروس، وكان مؤلفوه المفضلون في شبابه ويليام شكسبير وفريدريك شيلر وهاينريش هاينه ولورد بايرون. تشكلت قيمه من خلال النشأة في عائلة ملحدة مثقفة محبة للكتب كانت تقرأ أعمال ألكسندر هيرزن ونيكولاي تشيرنيشيفسكي. مثل الكثير من المثقفين الروس، عارضت عائلة مايسكي النظام الاجتماعي للإمبراطورية الروسية ورأت أن خدمة «الشعب» هي الفضيلة العليا.
عندما كان طالبًا في جامعة سانت بطرسبرغ، تأثر بشدة بكتابات سيدني وبياتريس ويب. عمل شاعرًا عندما كان طالبًا وكانت قصيدته الأولى «أتمنى أن أكون عاصفة رعدية عظيمة». في عام 1902، قُبض عليه بسبب أنشطته السياسية، وأُعيد إلى أومسك تحت مراقبة الشرطة. في 1903، انضم مايسكي إلى فصيل المناشفة في حزب العمال الديمقراطي الاشتراكي الروسي. في يناير 1906، اعتُقل لدوره في ثورة 1905 ورُحل إلى توبولسك. خُففت عقوبته فيما بعد وسُمح له بالهجرة إلى ميونيخ، حيث حصل على شهادة في الاقتصاد.
في نوفمبر 1912، انتقل مايسكي إلى لندن وتشارك منزلًا في غولدرز غرين مع ماكسيم ليتفينوف وجورجي تشيشيرين. مع تحسن لغته الإنجليزية، توسعت دائرة أصدقائه لتضم جورج برنارد شو هربرت جورج ويلز وبياتريس ويب. كتبت بياتريس أنه كان «من أكثر الماركسيين انفتاحًا، وعلى دراية تامة بالمشكلات في المصطلحات الماركسية، الدراسية والعقائدية. لكنه عاش بعد ذلك في الخارج بين الكفار والماديين، وربما تأثر عقله قليلًا بالنظرة السفسطائية اللاأدرية حول الكون المغلق الخاصة بماركسيي موسكو». بعد اندلاع الحرب في 1914، دعم المناشفة الأممين، الذين عارضوا الحرب بطريقة سلبية، وعمل ممثلًا رئيسًا لهم في مؤتمر اشتراكي عُقد بلندن في فبراير 1915. تسبب هذا بخلاف في علاقته مع ليتفينوف البلشفي، الذي أيد سياسة لينين «الانهزامية الثورية»، أي أن البلاشفة يجب أن يعملوا بنشاط من أجل هزيمة روسيا لأنها الطريقة الأفضل لإحداث ثورة.
عاد مايسكي إلى روسيا بعد ثورة فبراير، وشغل منصب نائب وزير العمل في حكومة ألكسندر كيرينسكي المؤقتة. عارض الثورة البلشفية، وعندما بدأت الحرب الأهلية الروسية، انتقل إلى سامارا. في يوليو 1918، صار وزير العمل في الحكومة المؤقتة، المعروفة باسم حكومة كوموش، والتي دعمت المقاومة المسلحة للبلاشفة، وهو ما طُرد بسببه من الحزب المنشفي. اضطر إلى الفرار إلى منغوليا عندما فرض الأميرال كولتشاك دكتاتورية عسكرية في سيبيريا عام 1919. في منغوليا، كتب رسالة إلى أناتولي لوناتشارسكي يشيد فيها «بجرأة وأصالة» البلاشفة، بالمقارنة مع المناشفة «الفاضلين لكن عديمي الموهبة»، وبناءً على توصية لوناتشارسكي، سُمح له بالانضمام إلى الحزب البلشفي، وعُين رئيسًا لقسم سيبيريا من غوسبلان.
في يناير 1922، انتقل إلى موسكو بصفة رئيس القسم الصحفي في مفوضية الشعب للشؤون الخارجية (ناركوميندل)، التي كان يرأسها تشيشيرين وليتفينوف، حيث التقى زوجته الثالثة، أجينا سكريبينا، لكنه عُين لاحقًا في لينينغراد، حيث سُلم في يناير 1924 منصب رئيس تحرير لمجلة زفيزدا الأدبية. في عهده بمنصب رئيس التحرير، كانت المجلة هي الوحيدة في الاتحاد السوفيتي التي لا تخضع لسيطرة الرابطة الروسية للكتاب البروليتاريين (آر أيه بّي بّي) لتشجيع الأدب «البروليتاري»، ولديها ممثل عن حركتهم في مجلس إدارتها، بينما تتسامح مع مجموعة من الآراء النقدية. حاول مايسكي شخصيًا تبني موقف وسطي بين آر أيه بّي بّي وخصمهم الرئيس، ألكسندر فورونسكي.

## حياته المهنية الدبلوماسية
في عام 1925، عُين مايسكي مستشارًا في السفارة السوفيتية في لندن، حيث خدم في أثناء الاضطرابات التي أحدثتها رسالة زينوفايف والإضراب العام، وشغل منصب سفير فعلي بعد الوفاة المفاجئة للسفير ليونيد كراسين، حتى أُجبر على المغادرة عندما قطعت بريطانيا العلاقات الدبلوماسية مع الاتحاد السوفيتي في مايو 1927. كان مستشارًا في السفارة السوفيتية بطوكيو في 1927- 1929. في أبريل 1929، صار المبعوث السوفيتي إلى فنلندا.

## وصوله إلى لندن
في أكتوبر 1932، عاد إلى لندن بصفة السفير السوفيتي الرسمي لمحكمة سانت جيمس، كما كان اسم المنصب. واحتفظ به حتى عام 1943. أُطلقت الخطة الخمسية الأولى في عام 1928، بهدف جعل الاتحاد السوفيتي مكتفيًا صناعيًا وبالتالي مكتفيًا ذاتيًا من الناحية العسكرية، وهكذا كانت واجبات مايسكي في لندن اقتصادية في المقام الأول. كان الوزير البريطاني الذي فاوضه مايسكي أكثر من غيره وزير الخزانة، نيفيل تشامبرلين، الذي أخبر مايسكي أن بلاده كانت «أكثر الدول عدوانية في العالم» من وجهة النظر البريطانية، وأنه لم يكن ميالًا إلى منح ائتمانات تجارية بريطانية للسماح بتصدير الآلات البريطانية من أجل المساعدة بالخطة الخمسية الأولى. كره تشامبرلين مايسكي، الذي رآه محتالًا ماكرًا لم يقل ما يقصد ولم يقصد ما قال قط.
كان مايسكي مقربًا جدًا من المثقفين البريطانيين اليساريين، الذين صادقهم من كثب. كان من أصدقاء مايسكي المقربين في لندن الخبير الاقتصادي جون ماينارد كينز والكاتب هربرت جورج ويلز والكاتب المسرحي جورج برنارد شو. دائمًا ما رأى مايسكي مهمته في لندن وسيلة لكسب الرأي العام البريطاني من أجل تفضيل علاقات أوثق مع الاتحاد السوفيتي. كتبت المؤرخة الأسترالية شيليا فيتزباتريك: «كان إيفان مايسكي مثالًا للمفكر العالمي الذي كان ستالين وفريقه يحتقره ويحسده، وفوق ذلك كان منشفيًا سابقًا. رجل اجتماعي، أدرك حال وصوله إلى لندن أعراف الطبقات العليا الإنجليزية وأسس شبكة غير عادية من الاتصالات». ضمت دائرة أصدقاء مايسكي مجموعة من السياسيين ورجاء الأعمال والمفكرين مثل أنتوني إيدن وديفيد لويد جورج ووينستون تشرشل ورامزي ماكدونالد ولورد بيفربروك وسيدني ويب وبياتريس ويب وليدي أستور.